# Host Master and the Conquest of Humor
Host Master and the Conquest of Humor — компьютерная игра в формате Flash и в жанре квеста, выложенная на сайт Double Fine Productions в 2009 году. Сценарий игры написали Клинт Хоничёрч  и Тим Шейфер, разработкой игрового процесса и рисунков занимался Хоничёрч, а музыкой — Берт Чанг.

## Игровой процесс
И в сюжете, и в игровом процессе Host Master присутствует значительное количество метаигры. По стилю игра напрямую является пастишем на SCUMM-квесты LucasArts, одним из основных создателей которых и является Шейфер. Главным героем игры является сам Шейфер, бродящий за кулисами премии «Game Developers Choice Awards», на которой он и в самом деле был ведущим в 2009 году. По сюжету Шейфер не подготовился к этому событию, и ему приходится обшаривать раздевалку в попытке найти шутки для своей речи. По ходу игры эти поиски становятся всё более и более неправдоподобными и комическими. Кадры из игры были показаны перед реальным появлением Шейфера на премии. Графика, интерфейс, загадки и чувство юмора — всё это исполнено в духе LucasArts’овских игр Шейфера, среди которых Maniac Mansion: Day of the Tentacle и Full Throttle, а также титры, как в серии игр Monkey Island.

## Реакция критики
Из-за ассоциации с Шейфером, а также с Game Developers Conference, игре было уделено значительно больше внимания игровых СМИ, чем обычным интернет-играм на Flash. О ней писали на Offworld, GameSpot, GameSpy и Jay Is Games. При этом на сайте GameSpot отметили, что «хотя игры в жанре графического квеста ныне занимают довольно скромную нишу, Тим Шейфер и Клинт Хоничёрч ясно помнят то, как правильно делать игры такого формата».